# الملكة الإفريقية (فلم)
الملكة الإفريقية (بالإنجليزية: The African Queen) هو فيلم مغامرات تم إنتاجه في الولايات المتحدة وإنجلترا وصدر في سنة 1951.

## بطولة
- همفري بوغارت
- كاثرين هيبورن

### ترشيحات وجوائز
| السنة | الحدث | الفئة            | النتيجة  |
| ----- | ----- | ---------------- | -------- |
|       |       | أوسكار أحسن ممثل | فـــــوز |

## الميزانية والإيرادات
بلغت تكلفة إنتاج الفيلم حوالي مليون دولار بينما حقق أرباحا تقدر بـ 10,750,000 دولار.

## وصلات خارجية
- مقالات تستعمل روابط فنية بلا صلة مع ويكي بيانات